# Ischnocnema pusilla
Ischnocnema pusilla es una especie de anfibio anuro de la familia Brachycephalidae.

## Distribución geográfica
Esta especie es endémica del estado de São Paulo en Brasil. Habita a 1600 m de altitud en la Serra da Bocaina en São José do Barreiro.

## Publicación original
- Bokermann, 1967 : Una nueva especie de Eleutherodactylus de sudeste Brasileno (Amphibia, Leptodactylidae). Neotropica, vol. 13, n.º 40, p. 1-3.[5]